# Liste der Exponate des Lorenz-Schlüssel-Zusatzes
Die Liste der Exponate des Lorenz-Schlüssel-Zusatzes führt Orte auf, an denen authentische Lorenz-Schlüsselmaschinen (SZ 40 oder SZ 42) zur Schau gestellt werden oder wurden. Man nimmt an, dass während des Krieges etwa 200 Lorenz-Maschinen europaweit im Einsatz waren. Davon haben – soweit bekannt – nur vier Stück überlebt.
| Foto  | Land                   | Stadt     | Einrichtung                              | Link                 | Bemerkungen |
| ----- | ---------------------- | --------- | ---------------------------------------- | -------------------- | --- |
| Diese | Deutschland            | München   | Deutsches Museum                         | deutsches-museum.de  | nur Schlüsselteil (ohne Fernschreibteil) |
|       | Vereinigtes Königreich | Bletchley | Bletchley Park Museum (B.P.)             | bletchleypark.org.uk | Fernschreibteil (ohne Haube) und Schlüsselteil mit Ser.-Nr. 1137 (wurde 2007 für das Cipher Event an das Heinz Nixdorf MuseumsForum (HNF) ausgeliehen) Rudolf Staritz mit der Leihgabe des SZ aus B.P. im HNF |
|       | Vereinigtes Königreich | Bletchley | The National Museum of Computing (TNMOC) | tnmoc.org            | Dauerleihgabe vom Norwegischen Verteidigungsmuseum. Links im Bild ist die neben dem SZ ebenfalls im TNMOC ausgestellte Spruchtafel zu sehen, ein wichtiges Zubehör zum Schlüsselverfahren.                    |
|       | Vereinigte Staaten     | Ft. Meade | National Cryptologic Museum              | nsa.gov              | Fernschreibteil (ohne Haube) und Schlüsselteil |